# Hôtel Élite de Luleå
L'hôtel Élite de Luleå (en suédois : Elite Stadshotellet Luleå ou Luleå stadshotell), est un hôtel urbain du centre-ville de Luleå en Suède,

## Description
L'édifice a été construit à l'origine en tant qu’hôtel de ville et qu’hôtel d'hébergement du centre-ville selon les plans de Fredrik Olaus Lindström (sv) et Karl August Smith (sv) et inauguré en 1903.
L'hôtel a reçu une façade très somptueuse pour l'époque de style néo-Renaissance française avec des décorations en brique et en pierre sculptée, semblable à la maison Bünsowska à Stockholm. 
Un incendie en 1959 a complètement détruit les étages supérieurs de l'hôtel, et la façade actuelle est donc une version très mutilée de l'originale.
La transformation, l'ajout et l'extension après l'incendie ont été conçus par l'architecte de la ville de l'époque, John Berglund (sv). 
La magnifique salle des fêtes de l'hôtel, aux riches décorations en stuc, est encore aujourd'hui l'une des salles de représentation les plus importantes de la ville.

## Galerie

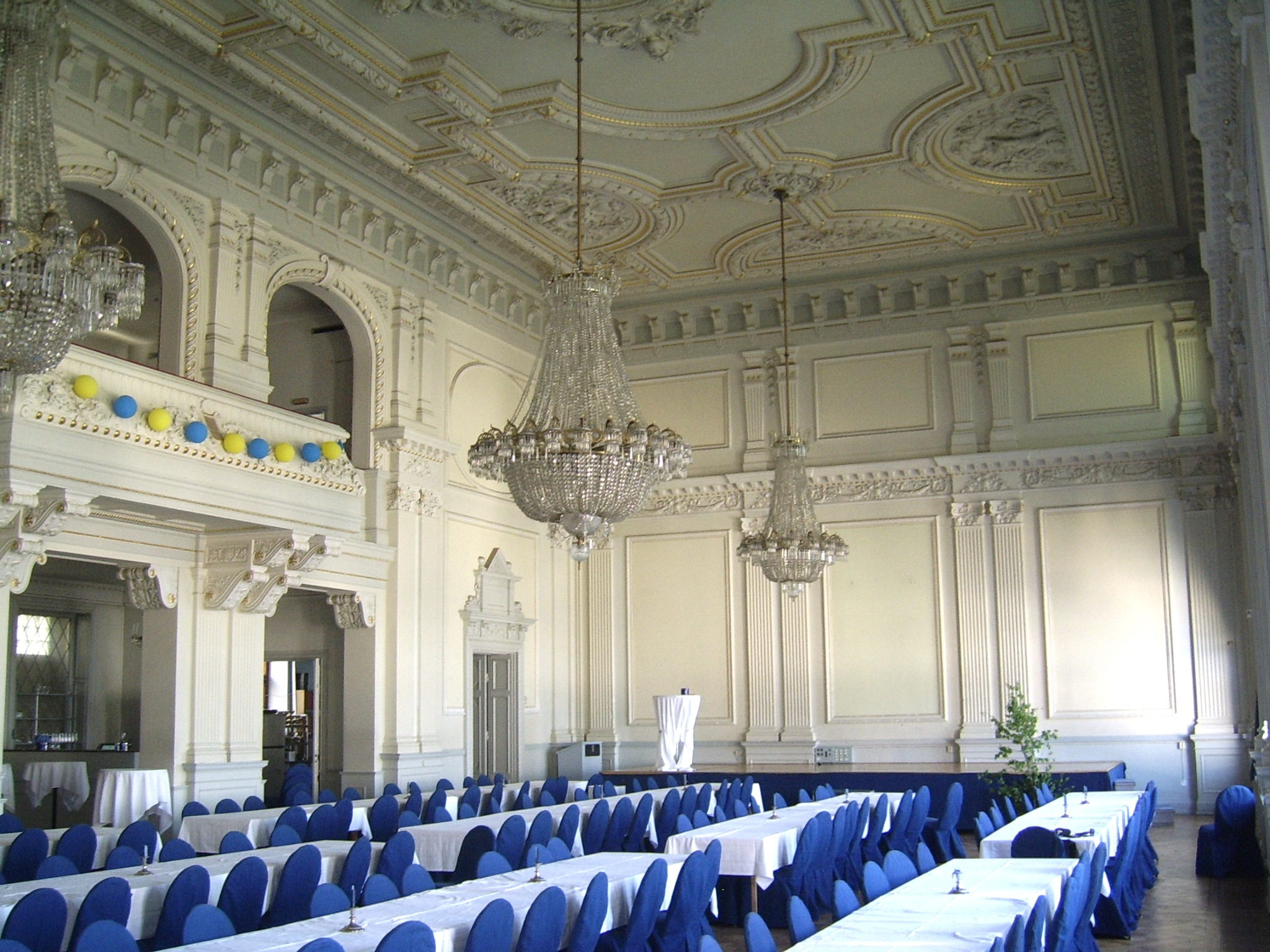
La salle des fêtes aménagée pour le bal des étudiants.
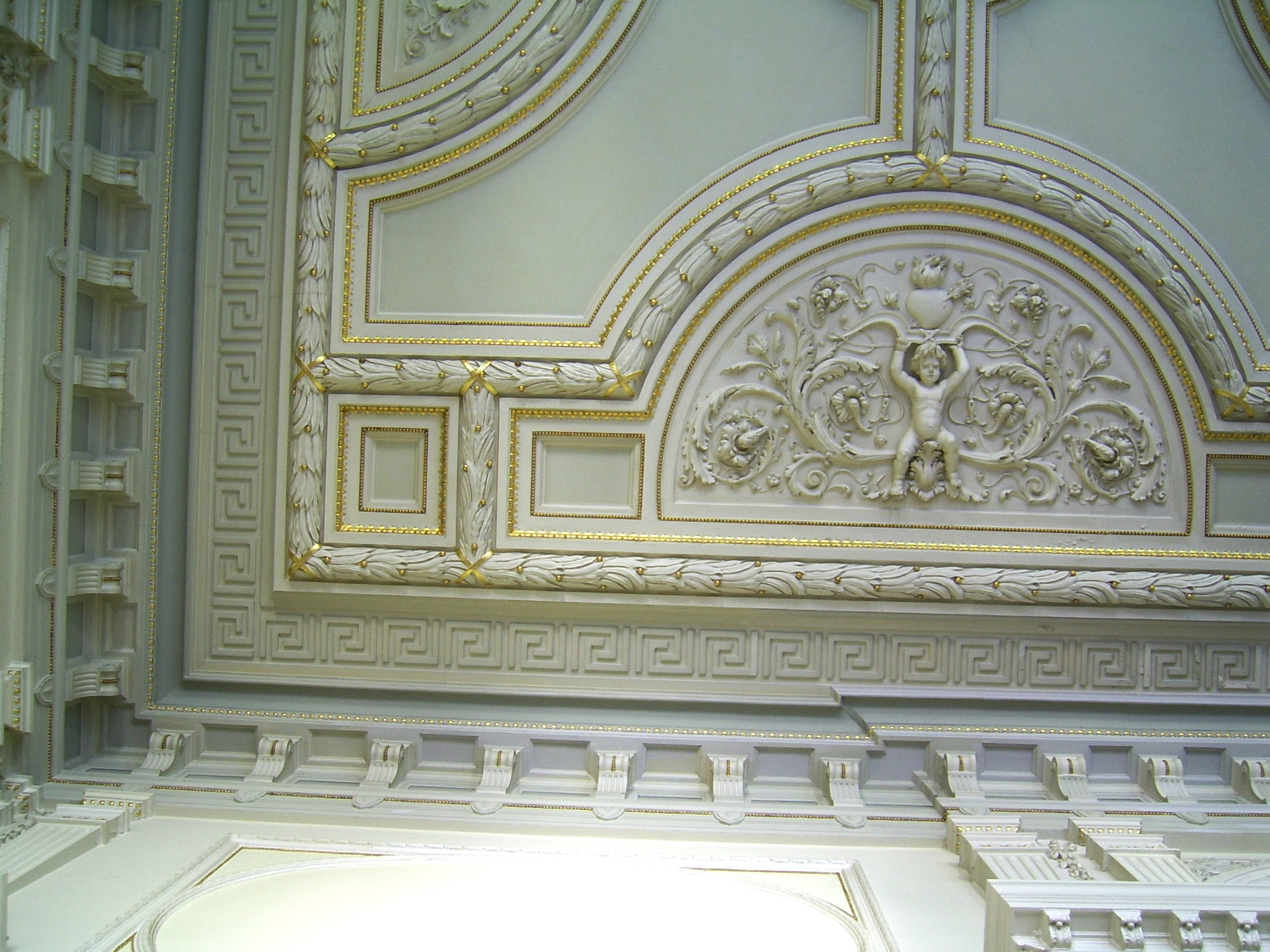
Détail du plafond en stuc de la salle des fêtes.
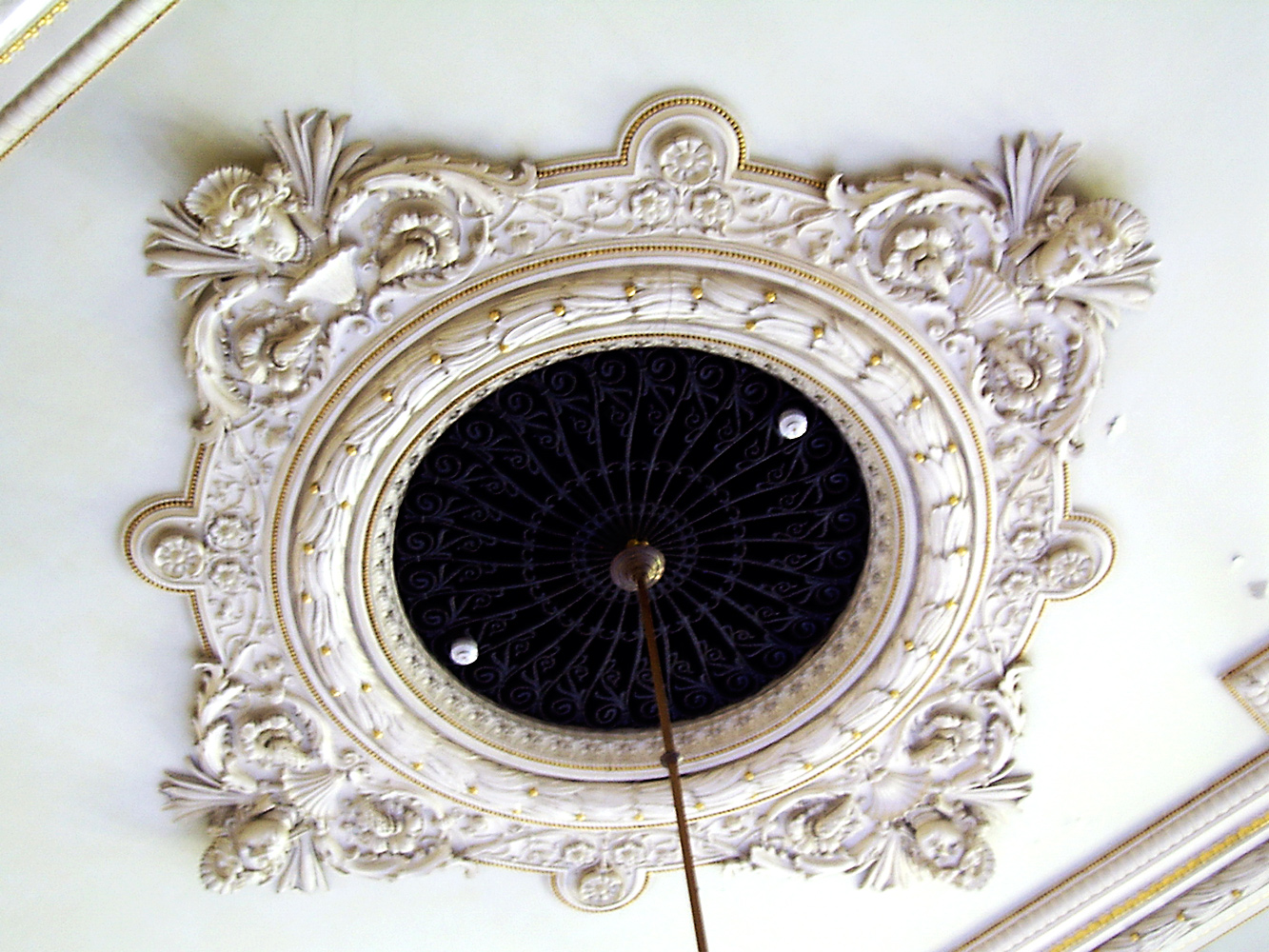
Rosace du plafond.
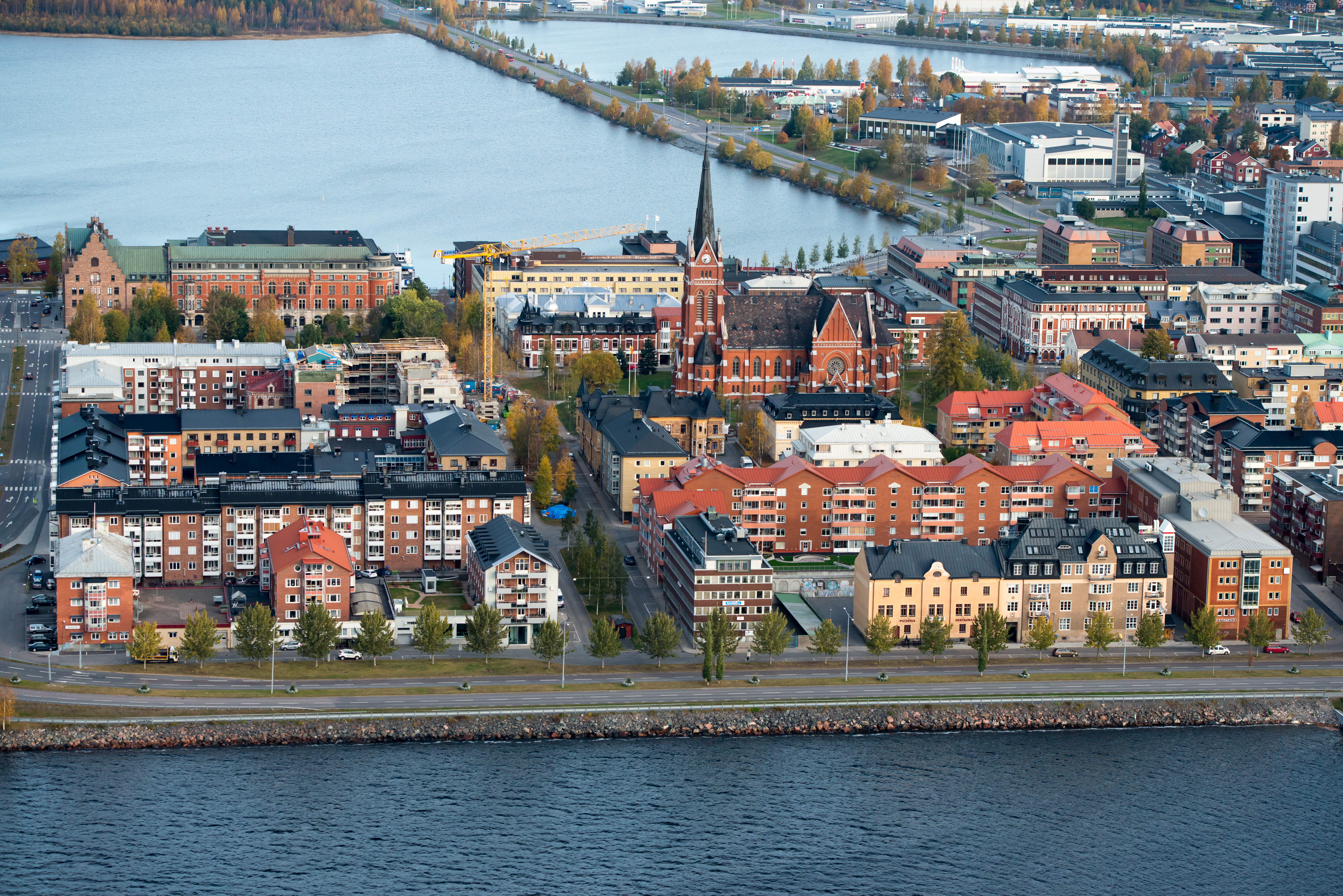
L'hôtel est au fond à droite a côté du parc municipal de Luleå.